# كريس سبنسر (مغني)
كريس سبنسر (بالإنجليزية: Chris Spencer)‏ هو عازف قيثارة ومغني أمريكي، ولد في القرن العشرين في درم في الولايات المتحدة.

## وصلات خارجية
- كريس سبنسر على موقع ميوزك برينز (الإنجليزية)
- كريس سبنسر على موقع ديسكوغز (الإنجليزية)